# Гродненская табачная фабрика
ОАО «Гродненская табачная фабрика „Нёман“» (бел. ААТ «Гродзенская тытунёвая фабрыка „Нёман“») — белорусская компания, крупнейший производитель сигарет в Республике Беларусь (70-80% производства).

## История
Табачная мануфактура Лейба Шерешевского возникла в Гродно в 1861 году и вскоре стала одним из крупнейших сигаретных предприятий в Российской империи. В начале 1890-х годов на фабрике работало более 800 человек, к 1914 году — более 1300 человек. Предприятие продолжало работу и в Польской республике (национализировано в 1924 году за 2,7 млн злотых), и в СССР. Расположение основных мощностей фабрики неоднократно менялось. До 1988 года предприятие было организационно оформлено в объединение «Гроднотабакпром», затем преобразовано в Гродненскую табачную фабрику «Неман».
В 1970-1971 гг. производство папирос и сигарет на фабрике составило 12 948 млн. штук, 1975-1980 гг., соответственно 14 480 млн. штук, прирост к 1970 г. составил 2 160 млн. штук в год или 17,5%. В 1977 году внедрены новые линии «Марк-9-Хиндж-Лид» по выпуску сигарет 1-го класса в твёрдой упаковке. В 1981 году выпуск сигарет с фильтром увеличился на 50,6% от уровня 1970 года.
29 декабря 2007 года РУП «Гродненская табачная фабрика „Неман“» было преобразовано в одноимённое открытое акционерное общество. В 1999—2002 годах на фабрике была проведена модернизация производства, с 2005 года проводится постоянное обновление основных производственных фондов.
До середины 2000-х годов фабрика специализировалась на дешёвых сигаретах низшей ценовой категории, а её главный конкурент на внутреннем рынке «Табак-инвест» — на производстве сигарет среднего ценового сегмента. Однако по мере роста доходов населения спрос на дешёвые марки снижался, и гродненская фабрика постепенно расширила линейку производимой продукции, нарастив выпуск сигарет среднего класса.

## Современное состояние
В 2016 году фабрика произвела 24,4 млрд сигарет (с 2014 году — 27,8 млрд, в 2015 году — 21,9 млрд.). Выручка от реализации продукции, работ, услуг в 2016 году составила 914,3 млн руб. (около 455 млн долларов), чистая прибыль — 100,1 млн руб. (около 50 млн долларов), рентабельность — 53,8 %. Фабрика выпускает сигареты как под собственными торговыми марками (самая популярная — «Фэст» (FEST), около 16 % рынка; также — «NZ», «Минск», «Portal», «VIP», «Магнат» и другие), так и по лицензии ИУП «Бритиш-Американ Тобакко Трейдинг Компани» (Kent, Pall Mall, Lucky Strike, Vogue, Capri, Alliance, Viceroy) и «Tobacco International Enterprises Limited». Общее количество производимых марок сигарет — 96, в том числе 46 собственных. 5 марок сигарет выпускаются исключительно на экспорт (в ОАЭ и Грузию). Сообщалось о подделке продукции фабрики нелегальными производителями в России и некоторых других странах.
В 2016 году 83,2 % продукции было поставлено на внутренний рынок Республики Беларусь, 16,8 % было экспортировано. По итогам 2016 года предприятие занимало 74,8 % внутреннего рынка (в 2015 году — 72,7 %).
По состоянию на 2016 год большая часть оборудования фабрики — производства Германии и Италии, а также несколько производственных машин производства Болгарии, Великобритании и России. Производственная мощность при двухсменном режиме работы оборудования — 21,66 млрд сигарет в год. В 2016 году на предприятии работало 1007 сотрудников.
До 2017—2018 годов фабрика имела собственную розничную торговую сеть (в основном в Гродненской области); затем сеть фирменных ларьков была передана СЗАО «Энерго-Оил» бизнесмена Алексея Олексина, которое получило разрешение Александра Лукашенко на создание «единой товаропроводящей сети в табачной сфере». 1 августа 2018 года «Энерго-Оил» стала единым оператором по продаже табачных изделий гродненской фабрики.
В 2017 году фабрика стала крупнейшим налогоплательщиком Гродненской области. Некоторая часть прибыли предприятия (17,3 млн руб., или около 8,5 млн долларов, по итогам работы в 2017 году) направляется в Фонд национального развития. После того, как «Беларуськалий» приостановил перечисления в этот фонд в связи с затратами на освоение нового месторождения, табачная фабрика стала крупнейшим донором этого фонда. Фабрика — один из важных спонсоров гродненского хоккейного клуба «Неман», неоднократного чемпиона Белорусской экстралиги.
Криминальный след
Товар «Немана» в больших объемах оказывается в Европе нелегально, и главными бенефициарами табачной контрабанды СМИ называли компании, связанные с Александром Лукашенко.

## Протесты оппозиции
Одним из основных партнеров госкомпании «Неман» является британский табачный гигант British American Tobacco (BAT). После президентских выборов в Беларуси 2020 года BAT стала объектом массовых протестных акций оппозиции. Активисты выстраиваются в цепочку возле лондонского офиса компании с плакатами вроде «Бойкотируйте террористический режим в Беларуси» и «Ваша прибыль утопает в крови».
Как и на многих других белорусских предприятиях, в августе 2020 года более сотни работников «Немана» написали заявление руководству, в котором потребовали проведения новых выборов и прекращения насилия в отношении протестующих.
9 августа 2021 года США добавили фабрику в список специально обозначенных граждан и заблокированных лиц.
В сентябре 2021 года British American Tobacco приостановила сотрудничество с Гродненской табачной фабрикой.
В марте 2022 года фабрика попала в санкционный список Канады «соратников режима Лукашенко» за «содействие вторжению президента Путина в свободную и суверенную страну». В июне  попала  под санкции Евросоюза и Швейцарии.